# مقاطعة فيبو فالينتيا

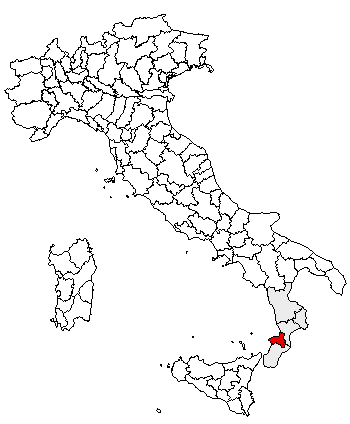
موقع مقاطعة فيبو فالينتيا

مقاطعة فيبو فالينتيا (بالإيطالية: Provincia di Vibo Valentia)‏، مقاطعة إيطالية بإقليم كالابريا جنوب البلاد، أُنشأت بموجب قانون وطني صدر في 6 مارس 1992 وبدأ سريانه 1 يناير 1996. فقد كانت سابقا جزءا من مقاطعة كاتنزارو. عاصمتها مدينة فيبو فالينتيا.
تطل من الغرب على البحر التيراني، وتحدها من الشمال الشرقي مقاطعة كاتنزارو، ومن الجنوب الشرقي مقاطعة ريدجو كالابريا.
يبلغ مجموع سكانها 168.894 نسمة، ومساحتها 1139 كيلومتر مربع (7,6 ٪ من المساحة كالابريا الكلية)، وبها 50 بلدية.